# 権藤貴志
権藤 貴志（ごんどう たかし、1988年10月15日 - ）は、日本の元俳優。愛知県出身。身長182 cm、体重72 kg、血液型O型。

## 来歴
2009年にモデル事務所に所属し、その後全国初のおもてなし武将隊として創設された名古屋おもてなし武将隊のオーディションに挑戦し、前田利家役に選ばれ、2015年3月の卒業まで活動。
名古屋おもてなし武将隊を卒業後は名古屋・東京を拠点に俳優として活動。
2016年、「巌流島」の舞台公演を最後に2月8日にて俳優業から引退。

## 出演

### 舞台
- 名古屋おもてなし武将隊 「絆〜陣笠物語〜」（2011年2月25日 - 3月2日、テレピアホール）
- 名古屋おもてなし武将隊「絆〜悠久の彼方へ〜」（2012年3月15日 - 25日、テレピアホール）
- SCANP公演「リバースヒストリカ」（作：*pnish*、演出：佐野大樹、2012年8月3日 - 5日、テレピアホール）
- 名古屋おもてなし武将隊「絆〜永劫の誓い〜」（2013年3月21日 - 26日、テレピアホール）
- テレピアホール25周年記念企画舞台「鍵」（作・演出：鹿目由紀、2013年10月14日・15日、テレピアホール）[4]
- 名古屋おもてなし武将隊「絆〜天我の風〜」（2014年3月14日 - 23日、テレピアホール）
- 名古屋テレビ塔60周年記念 シアターラボ1 幻想朗読劇「桜の森の満開の下」～序の舞～（原作：坂口安吾、脚本・演出：毛利亘宏（少年社中）、2014年4月28日・29日、名古屋テレビ塔）[5]
- 名古屋テレビ塔60周年記念 シアターラボ2 幻影一人芝居「藪の中」～転生の舞～（原作：芥川龍之介、脚本・演出：毛利亘宏（少年社中）、2014年10月7日 - 9日、名古屋テレビ塔）[6]
- 名古屋おもてなし武将隊「絆〜紅蓮の大空へ〜」（2015年3月12日 - 22日、テレピアホール）
- いんぷろ（即興劇）公演「トライ☆アングル」（演出：鹿目由紀、2015年6月6日、名古屋テレビ塔）
- WBB vol.8「ネバー×ヒーロー」（演出：佐野大樹、脚本：保木本真也、2015年6月26日 - 、東京・大阪）
- 「The CALVARY-義賊・五右衛門異伝-」（脚本・演出：佐藤信也、2015年7月23日 - 25日）25日2公演のみゲスト出演
- シアターラボ第3弾 名古屋能楽堂 夢幻不条理劇「蜘の糸」（作・演出：鹿目由紀、2015年10月10日）
- 「巌流島」（原作：権藤貴志、脚色：臼井ゆり、脚本・演出：佐藤信也、2016年1月29日、ちくさ座）

「月華繚乱の舞」（詩：gondoutakashi izerlohn / 臼井ゆり、演出：佐藤信也、2016年1月29日、ちくさ座）

### ドラマ
- トライ☆アングルプロジェクトyoutubeドラマ「トライ☆アングル」即興ドラマ（演出：鹿目由紀）

### イベント
- 名古屋テレビ塔 プロジェクションマッピングシティライトファンタジア-万華鏡花火を星空に- 特別コラボ夏企画開催（2015年8月23日・24日、名古屋テレビ塔）
- CITY LIGHT FANTASIA 特別レポート
- なごやんツアー 三菱電機ダイヤモンドドルフィンズ 観戦ツアー（2015年12月18日・19日）

### DVD
東海テレビ放送・名古屋おもてなし武将隊事務局
- 名古屋おもてなし武将隊　絆シリーズ　
  - 2013年「絆～永劫の誓い～」
  - 2014年「絆〜天我の風〜」
  - 2015年「絆～紅蓮の大空へ～」
- 「リバースヒストリカ」　東海テレビ放送
- 「鍵」　東海テレビ放送
- 権藤貴志シアターラボDVD　＜2作品収録＞
  - 幻想朗読劇「桜の森の満開の下」〜序の舞〜
  - 幻影一人芝居「藪の中」〜転生の舞〜
- WBB vol.8「ネバー×ヒーロー」 WBB
- シアターラボ3 夢幻不条理劇「蜘の糸」
- 「トライ☆アングル」DVD
- 「巌流島」「月華繚乱の舞」